# シスター・プリンセス〜お兄ちゃんといっしょ
シスター・プリンセス〜お兄ちゃんといっしょ（シスタープリンセスおにいちゃんといっしょ）は、『シスター・プリンセス』の関連番組として文化放送他にて放送されたラジオ番組。

## 概要
テレビアニメ『シスター・プリンセス』の関連番組として、同作の放送終了直後から、テレビアニメ2期『シスター・プリンセス RePure』の放送開始に伴う『電撃G's Radio』へのリニューアルまでの、1年間放送された。
メインパーソナリティの桑谷、望月のほか、衛役の小林由美子と亞里亞役の水樹奈々が月一パーソナリティとして出演した。この4人は、番組放送開始直後の公開録音イベントより、声優ユニット・Pritsを結成し、およそ一年間の活動を行なった。
2017年3月1日、『シスター・プリンセス』のBD-BOX発売を記念し、WEBラジオ番組『シスター・プリンセス〜お兄ちゃんといっしょ 会いたかったよ♡お兄ちゃん！』がYouTubeにて期間限定で配信された。

## コーナー
ふつうのお便り
ふつうのお便りを紹介する。
Pritsのミニプリ
Pritsの関連情報やメンバーの4人にやって欲しい事などを募集し4人がその御題を実践する
聞いて聞いて、お兄ちゃん
パーソナリティの二人に話してもらいたいテーマを募集し、そのテーマについてトークする。
約束してね、お兄ちゃん
リスナーに何かを誓ってもらい何を誓うのかを募集する。
教えてあげる、お兄ちゃん
シスター・プリンセスの関連情報を紹介する。
オリジナルストーリー お兄ちゃんといっしょ
オリジナルラジオドラマ。

## ゲスト
- 第05回：半場友恵（四葉役）
- 第06回：千葉千恵巳（雛子役）
- 第08回：川澄綾子（千影役）
- 第11回：堀江由衣（咲耶役）
- 第18回：横手久美子（白雪役）
- 第20回：かかずゆみ（春歌役）
- 第23回：神崎ちろ（鈴凛役）
- 第25回：柚木涼香（鞠絵役）
- 第36回：氷上恭子（眞深役）

## 主題歌
オープニングテーマ
「乙女心は万華鏡 -kaleidoscope-」
作詞：尾崎雪絵、作曲：小西貴雄、編曲: 高山一也、歌：桑谷夏子、望月久代、小林由美子、堀江由衣、神崎ちろ、水樹奈々
エンディングテーマ
「TENDER GREEN」
作詞：公野櫻子、作曲：大熊謙一、編曲：TOMO、歌：SISTER PRINCESS

### ユニットメンバー
1. ↑  桑谷夏子、望月久代、小林由美子、堀江由衣、千葉千恵巳、柚木涼香、横手久美子、神崎ちろ、川澄綾子、かかずゆみ、半場友恵、水樹奈々